# 朝霧町
朝霧町（日语：／ Asagiri chō */?）是位于日本熊本縣南部球磨郡的一個町。

## 歷史

### 年表
- 1889年4月1日：實施町村制，現在的轄區在當時分屬：球磨郡上村、皆越村、免田村、岡原村、須惠村、深田村
- 1895年12月7日：皆越村被併入上村。
- 1937年4月1日：免田村改制為免田町。
- 2003年4月1日：上村、免田町、岡原村、須惠村、深田村合併為朝霧町。

### 變遷表
| 1889年以前    | 1889年4月1日 | 1889年－1944年      | 1889年－1944年      | 1945年－1954年      | 1955年－1964年      | 1965年－1988年      | 1989年－現在        | 現在                |
| ------------- | ------------ | ------------------- | ------------------- | ------------------- | ------------------- | ------------------- | ------------------- | ------------------- |
|               | 免田村       | 1937年4月1日 免田町 | 1937年4月1日 免田町 | 1937年4月1日 免田町 | 1937年4月1日 免田町 | 1937年4月1日 免田町 | 2003年4月1日 朝霧町 | 2003年4月1日 朝霧町 |
|               | 須惠村       |                     |                     |                     |                     |                     | 2003年4月1日 朝霧町 | 2003年4月1日 朝霧町 |
| 岡本村 宮原村 | 岡原村       | 岡原村              | 岡原村              | 岡原村              | 岡原村              | 岡原村              | 2003年4月1日 朝霧町 | 2003年4月1日 朝霧町 |
|               | 上村         | 1895年12月7日 上村  | 1895年12月7日 上村  | 1895年12月7日 上村  | 1895年12月7日 上村  | 1895年12月7日 上村  | 2003年4月1日 朝霧町 | 2003年4月1日 朝霧町 |
|               | 皆越村       | 1895年12月7日 上村  | 1895年12月7日 上村  | 1895年12月7日 上村  | 1895年12月7日 上村  | 1895年12月7日 上村  | 2003年4月1日 朝霧町 | 2003年4月1日 朝霧町 |
|               | 深田村       |                     |                     |                     |                     |                     | 2003年4月1日 朝霧町 | 2003年4月1日 朝霧町 |

## 交通

### 鐵路
- 球磨川鐵道
  - 湯前線：岡留幸福車站 - 朝霧車站 - 東免田車站

|  |  |
|  |  |

## 教育

### 高等學校
- 熊本縣立南稜高等學校

## 觀光資源
- 高山公園、高山城遺跡
- 宮原觀音堂

## 本地出身之名人
- 紀里谷和明：攝影師、導演
- 松村祥史：日本參議院議員

## 外部連結
- （日語） 官方网站
- （日語） 朝霧鄉土會 （页面存档备份，存于）
- OpenStreetMap上有關朝霧町的地理